# Markus von Lingen
Markus von Lingen (* 1974 in Essen, Deutschland) ist ein deutscher Schauspieler.

## Leben
Der aus dem alten fränkischen Rittergeschlecht Lingen zu Schwabach stammende Markus von Lingen wurde in Essen/Ruhrgebiet geboren. Bereits als Kind sammelte er zahlreiche Bühnenerfahrungen.
Er studierte von 1994 bis 1997 Schauspiel an der Hochschule für Musik und Darstellende Kunst in Stuttgart. Nach Beendigung seiner Ausbildung spielte er mehrere Stücke am Wiener Burgtheater auch unter der Regie von Einar Schleef. Unter anderem in der Aufführung Ein Sportstück, die mit der Kainz-Medaille ausgezeichnet wurde. Später folgten Engagements an deutschen, englischen und Schweizer Theatern.
International machte er 2009 mit dem Oscar- und Golden Globe nominierten Film Defiance – Für meine Brüder, die niemals aufgaben (Regie: Edward Zwick) an der Seite von Daniel Craig, Liev Schreiber und Jamie Bell auf sich aufmerksam.
In der niederländischen Verfilmung Die Zwillinge, Regie: Ben Sombogaart, nach dem gleichnamigen Bestseller von Tessa de Loo, spielte er neben Nadja Uhl und Thekla Reuten den Schmied Bernd. Der Film war 2004 für den Oscar in der Kategorie Bester fremdsprachiger Film nominiert und erhielt 2003 den Filmpreis „Goldenes Kalb“ in der Kategorie „Bester Langer Spielfilm“ in den Niederlanden.
In der Rolle des englischen Fabrikanten Benjamin Seebohm Rowntree stand er 2010 in der BBC-Produktion A Life without work (Regie: Guy Smith) vor der Kamera.
Im deutschen Kino war Markus von Lingen unter anderem in Muxmäuschenstill (Regie: Marcus Mittermeier) (Max Ophüls Preis) zu sehen.

## Filmografie (Auswahl)

### Film
- 2000: Honolulu
- 2001: Ein göttlicher Job
- 2002: Die Zwillinge
- 2003: The Noise
- 2002: Mask under Mask
- 2003: Hamlet  X
- 2004: Muxmäuschenstill
- 2004: The Bench
- 2004: Blind
- 2004: Please do not put any ducks into this chute
- 2006: Made in Germany
- 2007: Enkelkind
- 2008: Heimaturlaub
- 2008: Defiance – Für meine Brüder, die niemals aufgaben
- 2012: Stille Nacht
- 2015: Exodus to Shanghai
- 2016: Casting
- 2020: Nackte Tiere

### Fernsehen
- 1997: Die Nacht der Nächte – School’s out
- 2001: Die Wache
- 2001: Ein Millionär zum Frühstück
- 2001: Absolut das Leben
- 2002: SOKO Leipzig
- 2003: Morris 2274
- 2005: Der Bernsteinfischer
- 2007: Die Familienanwältin
- 2008: Die Bunkershow
- 2010: SOKO Kitzbühel
- 2010: London, Liebe, Taubenschlag
- 2010: A life without work
- 2012: Die lange Welle hinterm Kiel
- 2012: Der Nachfolger (Episode: Die Stunde des Verbrechens)
- 2012: Flemming (Episode: Das Gesetz des Blutes)
- 2013: Colchester Castle (Kurzfilm)
- 2014: SOKO Wismar (Episode: Platzpatronen)
- 2015: Homeland (Fernsehserie, Episode 5x04)
- 2017: Superbauten der Geschichte Der Reichstag
- 2017: Ku’damm 59
- 2018: Das Boot
- 2018: SOKO Leipzig (Episode: Der Schattenmann)
- 2018: Genius (Picasso: Chapter One)
- 2024: Kleo (Fernsehserie)

## Theater
Burgtheater Wien
- „Ein Sportstück“ von Elfriede Jelinek – Regie: Einar Schleef
- „Wilder Sommer“ nach Carlo Goldoni Trilogie der Sommerfrische – Regie: Einar Schleef
- „Der Golem in Bayreuth“ von Ulla Berkéwicz – Regie: Einar Schleef
- „Mutter Courage“ von Bertolt Brecht – Regie: Konstanze Lauterbach
- „Professor Bernhardi“ von Arthur Schnitzler – Regie: Achim Benning

Deutsches Theater
- „Verratenes Volk“ nach Texten von John Milton, Friedrich Nietzsche, Edwin Erich Dwinger und Alfred Döblin – Regie: Einar Schleef
- „Bluthochzeit“ von Federico García Lorca – Regie: Konstanze Lauterbach

Centraltheater Leipzig
- „Der Tag des Opritschnik“ von Vladimir Sorokin – Regie: Mirko Borscht

Theater am Neumarkt Zürich
- „Schade das sie eine Hure war“ – Regie: Simone Blattner
- „Blick zurück im Zorn“ – Regie: Katka Schroth

Cochrane Theatre London
- „Human life and other tragic comedies“ – Regie: Netia Jones

Arcola Theatre London
- „Venice Preserv’d“ von Thomas Otway – Regie: William Galinsky

Northern Stage Newcastle
- „Der kleine Prinz“ von Antoine de Saint-Exupéry – Regie: Neil Murray

Sanatorium Purkersdorf
- „Alma“ von Joshua Sobol – Regie: Paulus Manker